# برج کالی
برج کالی (به اسپانیایی: Torre de Cali) یک ساختمان در کلمبیا است که در کالی (شهر) واقع شده‌است.